# Ezio Vigorelli

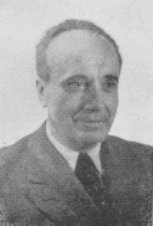
Ezio Vigorelli (1946)

Ezio Vigorelli (* 17. August 1892 in Lecco, Provinz Lecco; † 24. Oktober 1964 in Mailand) war ein italienischer Politiker der Sozialistischen Partei Italiens PSI (Partito Socialista Italiano), der Italienischen Sozialistischen Partei der Proletarischen Einheit PSIUP (Partito Socialista Italiano di Unità Proletaria), der Sozialistischen Partei der italienischen Arbeiter PSLI (Partito Socialista dei Lavoratori Italiani) sowie der Sozialistisch-Demokratischen Partei Italiens PSDI (Partito Socialista Democratico Italiano), der 1944 Förderer des Aufstands und Minister der provisorischen Regierung der Partisanenrepublik Ossola war. Er war von 1948 bis zu seinem Tode 1964 Mitglied der Abgeordnetenkammer (Camera dei deputati) und zwischen Januar und Mai 1952 als Parteisekretär (Segratari) Vorsitzender der PSDI. Er bekleidete zudem zwischen 1954 und 1957 sowie erneut von 1958 bis 1959 das Amt als Minister für Arbeit und soziale Sicherheit.

## Leben

### Mitglied der Abgeordnetenkammer, Unterstaatssekretär und Parteisekretär
Ezio Vigorelli absolvierte nach dem Schulbesuch ein Studium der Rechtswissenschaften, das er mit einem Laurea in giurisprudenza beendete, und war danach als Rechtsanwalt tätig. 1921 trat er als Mitglied der Sozialistischen Partei Italiens PSI (Partito Socialista Italiano) als Mitglied bei und engagierte sich im Widerstand gegen den Faschismus. In der Partisanenrepublik Ossola (Repubblica dell’Ossola), die in einem Zeitraum von 44 Tagen vom 10. September bis zum 19. Oktober 1944 als eine von Partisanen gegründete „befreite Zone“ (zona liberata) im Piemont im Norden Italiens mit Domodossola als „Hauptstadt“ bestand, fungierte er als „Minister“ und war mit der Neuordnung des Justizwesens betraut. Bei der Wahl am 2. Juni 1946 wurde er für die Italienische Sozialistische Partei der Proletarischen Einheit PSIUP (Partito Socialista Italiano di Unità Proletaria) im Wahlkreis Mailand zum Mitglied der Verfassunggebenden Versammlung (Assemblea Costituente) gewählt und gehörte dieser bis zum 31. Januar 1948 an. Er trat am 3. Februar 1947 aus der PSI aus und schloss sich der Fraktion der Sozialistischen Partei der italienischen Arbeiter PSLI (Partito Socialista dei Lavoratori Italiani) an.
Bei den Wahlen vom 18. April 1948 wurde Vigorelli für die PSLI im Wahlkreis Mailand zum ersten Mal zum Mitglied der Abgeordnetenkammer (Camera dei deputati) gewählt. Die PSLI befand sich in einem Fraktionbündnis, das zunächst Unità Socialista (1. Juni 1948 bis 31. Januar 1950), daraufhin Partito Socialista Unitario (31. Januar 1950 bis 18. Mai 1951) und im Anschluss Partito Socialista (SIIS) (18. Mai 1951 bis 29. Januar 1952) hieß, ehe es am 29. Januar 1952 den Namen Sozialistisch-Demokratische Partei Italiens PSDI (Partito Socialista Democratico Italiano) annahm. In der ersten Legislaturperiode (1948 bis 1953) war er im Kabinett De Gasperi V zwischen dem 27. Mai 1948 und dem 5. April 1949 Unterstaatssekretär im Schatzministerium mit der Zuständigkeit für Kriegspensionen (Sottosegretario di Stato al Tesoro con delega per le Pensioni di Guerra). Er war zudem zwischen dem 8. und dem 27. Mai 1948 Mitglied des Rates für Geschäftsordnung (Giunta per il Regolamento) sowie vom 15. Juni 1948 bis zum 24. Juni 1953 Mitglied der Kommission für Arbeit und soziale Sicherheit (XI Commissione (Lavoro e Previdenza sociale)). Darüber hinaus war er vom 1. Juli 1949 bis zum 24. Juni 1953 Mitglied der Kommission für Innere Angelegenheiten (I Commissione (Affari interni)). Er war weiterhin vom 31. Januar 1950 bis 18. Mai 1951 Vorsitzender der Partito Socialista Unitario-Fraktion, zwischen dem 18. Mai 1951 und dem 29. Januar 1952 Vorsitzender der Partito Socialista (SIIS)-Fraktion sowie schließlich vom 29. Januar 1952 bis zum 24. Juni 1953 Vorsitzender der PSDI-Fraktion in der Abgeordnetenkammer. Im Januar 1952 löste er zudem Giuseppe Saragat als Parteisekretär (Segratari) und damit als Vorsitzender der von PSLI in PSDI umbenannten Partei ab und bekleidete diese Funktion bis Mai 1952, woraufhin Giuseppe Romita ihn ablöste. Außerdem war er zwischen dem 12. Mai 1952 und dem 24. Juni 1953 noch Präsident der Parlamentarischen Kommission zur Untersuchung der Armut in Italien und den Mitteln ihrer Bekämpfung (Commissione parlamentare d’Inchiesta sulla Miseria in Italia e sui Mezzi per Combatteria).

### Minister

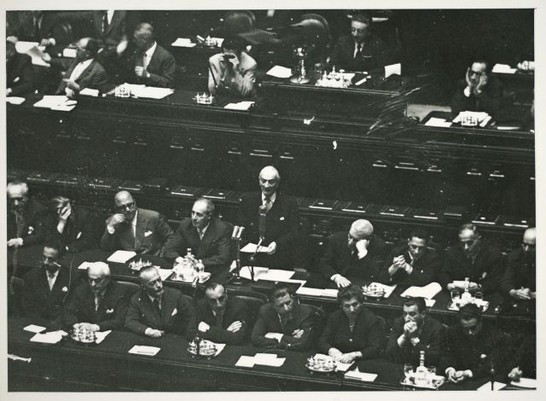
Kabinett Segni I (1955)

Vigorelli wurde für den PSDI im Wahlkreis Mailand bei den Wahlen vom 7. Juni 1953 wieder zum Mitglied der Abgeordnetenkammer gewählt. In der zweiten Legislaturperiode (1953 bis 1958) war er vom 26. Juni 1953 bis zum 10. Februar 1954 weiterhin Mitglied des Rates für Geschäftsordnung sowie zwischen dem 1. Juli 1953 und dem 10. Februar 1954 ebenfalls wieder Mitglied der Kommission für Innere Angelegenheiten. Des Weiteren fungierte er vom 21. Juli 1953 bis zum 31. Dezember 1954 auch erneut als Vorsitzender der PSDI-Fraktion in der Abgeordnetenkammer. Im Kabinett Scelba übernahm er am 10. Februar 1954 erstmals den Posten als Minister für Arbeit und soziale Sicherheit (Ministro del Lavoro e Previdenza sociale) und bekleidete dieses Ministeramt vom 6. Juli 1955 bis zum 19. Mai 1957 auch im darauf folgenden Kabinett Segni I.
Bei den Wahlen am 25. Mai 1958 wurde Ezio Vigorello im Wahlkreis Mailand wieder zum Mitglied der Abgeordnetenkammer gewählt. In der dritten Legislaturperiode (1958 bis 1963) war er zwischen dem 12. Juni 1958 und dem 30. Juni 1961 Mitglied der Kommission für Arbeit und soziale Sicherheit und übernahm kurz darauf am 1. Juli 1958 im Kabinett Fanfani II noch einmal das Amt als Minister für Arbeit und soziale Sicherheit, das er bis zum 15. Februar 1959 bekleidete. Nachdem er am 25. Februar 1959 aus der PSDI ausgetreten war, wurde er am 24. Juli 1959 wieder Mitglied der PSI und schloss sich deren Fraktion in der Abgeordnetenkammer an. Er war später zwischen dem 1. Juli 1961 und dem 30. Juni 1962 Mitglied der Kommission für Finanzen und Schatz (VI Commissione (Finanze e Tesoro)) sowie daraufhin vom 1. Juli 1962 bis zum 15. Mai 1963 wiederum Mitglied der Kommission für Innere Angelegenheiten.
Vigorelli wurde bei den Wahlen am 28. April 1963 für den PSI im Wahlkreis Mailand noch einmal zum Mitglied der Abgeordnetenkammer gewählt, der er bis zu seinem Tode am 24. Oktober 1964 angehörte. In dieser vierten Legislaturperiode (1963 bis 1968) war er zwischen dem 1. Juli 1963 und dem 20. Januar 1964 noch einmal Mitglied der Kommission für Arbeit und soziale Sicherheit.